# Commissariat à l’énergie atomique et aux énergies alternatives

Älteres Logo des CEA

Das Commissariat à l’énergie atomique et aux énergies alternatives (CEA, deutsch Kommissariat für Atomenergie und alternative Energien) ist eine wissenschaftliche Forschungseinrichtung des französischen Staates mit folgenden Forschungsschwerpunkten: Verteidigung und Sicherheit, Kernenergie und erneuerbare Energien, Industrieforschung (insbesondere an Informations- und Biotechnologien), Medizin und Biowissenschaften, Materie und Universum, sowie Klima und Umwelt. Es hat die Rechtsform eines Établissement public à caractère industriel et commercial (EPIC, deutsch etwa: Körperschaft des öffentlichen Rechts mit industriell-kommerzieller Prägung). Es unterliegt der gemeinsamen Zuständigkeit des Ministeriums für Bildung und Forschung, des Verteidigungsministeriums und des Ministeriums für Wirtschaft, Finanzen und Industrie. Es wurde am 18. Oktober 1945 von Charles de Gaulle gegründet. Der erste Hochkommissar war Frédéric Joliot-Curie. Die wichtigsten Forschungszentren für zivile Anwendungen befinden sich in Paris-Saclay (bei Saclay, Île-de-France), Cadarache (Provence), Marcoule (Gard) und Grenoble (Isère). Die wichtigsten militärischen Forschungszentren sind Bruyères-le-Châtel (Essonne), Valduc (bei Salives, Côte-d'Or), Le Ripault (bei Monts, Indre-et-Loire) und Le Barp (Gironde).
Bis zum 10. März 2010 war die Einrichtung unter dem Namen Commissariat à l’énergie atomique (CEA) bekannt.

## Aufgabengebiete
Das CEA ist eine staatliche Forschungseinrichtung, die sich damit beschäftigt, ausreichende und weiterführende Kenntnisse über nukleare Prozesse und ihre Anwendungsmöglichkeiten in den Bereichen Energie, Industrie, Forschung, Gesundheit und Verteidigung zu erlangen. Das CEA trägt ebenfalls zu den nationalen Bemühungen in den Bereichen Forschung und technologische Innovation sowie zum Technologietransfer in die Industrie bei. Das CEA ist eine Institution des Staates, die Untersuchungen durchführt, eine beratende Funktion innehat, Vorschläge unterbreitet und der Unterstützung der Atomindustrie dient. Außerdem betrieb es von 1973 bis 1997 und von 2003 bis 2009 gemeinsam mit Électricité de France den ersten schnellen Brüter, das Kernkraftwerk Phénix (130 MW netto; nicht zu verwechseln mit dem Kernkraftwerk Creys-Malville („Superphénix“)).
Von 1955 bis 1997 war die CEA für ein Forschungszentrum im und um das Fort de Vaujours verantwortlich, in dem unter anderem die Entwicklung des Zünders der französischen Atombombe vorangetrieben wurde. Die atomaren Hinterlassenschaften dieser Zeit beschränken bis heute eine Nachnutzung des Geländes.

## Tätigkeitsbereiche
- Kernphysik, Unterstützung der Energiepolitik und der damit verbundenen Grundlagenforschung
- Weiterführung der Nutzung von Kernenergie bis 2010 und darüber hinaus
- Entwicklung alternativer, nicht fossiler Energien zur Verwirklichung vielseitiger Energiesysteme
- Erforschung neuer Lösungen, besonders im Rahmen der kontrollierten thermonuklearen Fusion
- Garantie der französischen Verteidigungsfähigkeit
- Untersuchung und Erkennung der Auswirkungen der ionisierenden Strahlung und Einbeziehung der so erworbenen Kenntnisse in die Entwicklung der Nuklearmedizin
- Untersuchung der Auswirkungen von Strahlung auf Materie
- Grundlagenforschung zum Verständnis physikalischer Phänomene und die Entwicklung dazu notwendiger Instrumente
- Einschätzung und Messung des Einflusses von Radioaktivität auf die Umwelt
- Erforschung und Untersuchung der nuklearen Sicherheit im Rahmen von Regierungsentscheidungen
- Innovation und Verbreitung von Technologien
- Entwicklung von zukünftiger Mikroelektronik
- Entwicklung von Materialien, Herstellungsprozessen und der damit verbundenen Kontrolle
- Aktionen zugunsten regionaler Industriestruktur und von KMU
- Unterstützung der Regierungspolitik im Rahmen der Forschung und der technologischen Innovation (Vorantreiben der Entwicklung technologischer Innovations- und Forschungsnetze)
- Wissensvermittlung
- Unterstützung der Ausbildung und Lehre an Hochschulen und Fachhochschulen
- Gewährleistung der fortlaufenden Ausbildung von Mitarbeitern der Atomindustrie
- Mitwirkung bei der Weiterleitung von wissenschaftlichen und technischen Informationen
- Beteiligung an der Entwicklung von SALOME

## Schlüsseldaten
- Budget: 2,8 Mrd. Euro, davon 1,7 Mrd. Euro für Tätigkeiten im zivilen Bereich
- 16 325 Forscher, Ingenieure, Techniker und Verwaltungsangestellte
- 4 Forschungszentren für den militärischen Bereich
- 5 Zentren für Studien im zivilen Bereich: Saclay, Fontenay-aux-Roses, Cadarache, Valrhô, Grenoble

## Schwerpunkte der Zusammenarbeit auf internationaler Ebene
Das CEA garantiert die Repräsentation Frankreichs bei der Internationalen Atomenergie-Organisation (IAEA) in Wien. Seine Arbeit auf dem Gebiet der Kernfusion steht in Verbindung mit dem Euratom-Vertrag. Die Teams des CEA arbeiten mit Forschern gleicher Bereiche auf der ganzen Welt zusammen.

## Direktion
Hochkommissare (Hauts Commissaires) waren bzw. sind:
- Frédéric Joliot-Curie (1945–1950), nominiert durch Charles de Gaulle
- Francis Perrin (1950–1970), nominiert durch Vincent Auriol, erneuert  1956 durch René Coty und 1961 und 1966 durch Charles de Gaulle
- Jacques Yvon (1970–1975), nominiert von Georges Pompidou
- Jean Teillac (1975–1993), nominiert 1975 von Valéry Giscard d’Estaing, erneuert 1981 durch François Mitterrand
- Robert Dautray (1993–1998), nominiert von François Mitterrand
- René Pellat (1998–2003), nominiert von Jacques Chirac
- Bernard Bigot (2003–2009), nominiert von Jacques Chirac
- Catherine Cesarsky (2009–2012), nominiert von Nicolas Sarkozy
- Yves Bréchet (seit 2012), nominiert von François Hollande

Hauptverwalter und Vorsitzende des Verwaltungsrates (Administrateurs généraux) waren bzw. sind:
- 1945 bis 1951, Raoul Dautry
- 1951 bis 1958 Pierre Guillaumat
- 1958 bis 1963 Pierre Couture
- 1963 bis 1970 Robert Hirsch
- 1970 bis 1979 André Giraud
- 1978 bis 1983 Michel Pecqueur
- 1983 bis 1986 Gérard Renon
- 1986 bis 1989 Jean-Pierre Capron
- 1989 bis 1995 Philippe Rouvillois
- 1995 bis 1999 Yannick d'Escatha
- 2000 bis 2002  Pascal Colombani
- 2003 bis 2009 Alain Bugat
- 2009 bis 2014 Bernard Bigot
- ab 2015 Daniel Verwaerde